# Philip Turner
Philip William Turner född 3 december 1925, död januari 2006, var en brittisk författare mest känd för sina ungdomsböcker om den fiktiva staden Darnley Mills och (under pseudonymen Stephen Chance) om Septimus Treloar.

## Biografi
Turner föddes i British Columbia, Kanada, 3 december 1925. Hans föräldrar var brittiska och härstammade från Peterborough, Cambridgeshire. Turner flyttade till England 1926. Han utbildade sig vid Hinckley Grammar School i Leicestershire. Han gjorde sin värnplikt mellan åren 1943 till 1946 som underlöjtnant, maskintekniker i Royal Naval Volunteer Reserve. Han återupptog sedan sina studier vid Worcester College, Oxford, som han slutförde 1949. Han gifte sig med Margaret Diana Samson 1950 med vilken han fick två söner och en dotter.
Turner prästvigdes i Engelska kyrkan 1951 och tjänstgjorde vid församlingar i Leeds, Crawley och Northampton. Under det sena 1960-talet blev han chef för Religious Broadcasting för Midland regionen och därefter undervisade han vid Droitwich Spa High School, präst vid Eton College och undervisade deltid vid Malvern College, Worcestershire.
Han började skriva religiösa stycken i mitten av 1950-talet och 1964 publicerades den första av hans ungdomsromaner. Den utspelar sig i den fiktiva staden Darnley Mills i nordöstra England, Colonel Sheperton's Clock handlar om en detektivgåta invävt i en berättelse om en pojkes operation av ett skadat ben. Fyra efterföljande böcker i serien berättar fler historier om de tre hjältarna från den första boken och ytterligare fyra böcker är lokalhistoriska berättelser från 1800-talet fram till andra världskriget.
Turner fick ta emot Carnegie Medal för sin andra roman The Grange at High Force 1965.
Han skrev också ett flertal ungdomsromaner under pseudonymen Stephen Chance. The Danedyke Mystery filmatiserades för TV 1979.
Philip och Margaret bodde i West Malvern i 30 år fram till hans död i cancer i januari 2006. Han är begravd på St. Mathias Church, Malvern Link.

### Utgivet på svenska
- Den försvunna statyn, 1967, (The Grange at High Force, 1965), (översättning:Margareta Grönvall)
- Tjuvar i kyrkan, 1977, (Septimus and the Danedyke Mystery, 1971), (översättning:Gabriel Setterborg)

## Priser och utmärkelser
- Carnegie Medal 1965 för The Grange at High Force